# کریستین اسپوزیتو
کریستین اسپوزیتو (انگلیسی: Christian Esposito؛ زادهٔ ۲۳ ژوئیهٔ ۱۹۹۰) بازیکن فوتبال اهل استرالیا است.
از باشگاه‌هایی که در آن بازی کرده‌است می‌توان به باشگاه فوتبال نووارا و باشگاه فوتبال پرو ورچلی اشاره کرد.